# Jesús Neira Martínez
Jesús Neira Martínez (El Valle, Pola de Lena; 10 de abril de 1916-Oviedo; 2 de febrero de 2011) fue un dialectólogo español.

## Biografía
Cursó estudios de Magisterio y más tarde de Filología Hispánica en la Universidad de Oviedo y se doctoró en la Universidad de Madrid en 1951 con una tesis sobre el bable hablado en el concejo de Lena. Después de ejercer la enseñanza primaria y media obtuvo una plaza de profesor de lengua española en la Escuela de Magisterio de Oviedo. Posteriormente, pasó a ejercer la docencia en la Facultad de Filología de la Universidad de Oviedo, donde impartió historia del español, comentarios de textos y, fundamentalmente, dialectología. En 1967 ingresó en el Real Instituto de Estudios Asturianos (RIDEA) como miembro de número. Fue también miembro correspondiente de la Real Academia Española (RAE) desde 1983.
Jesús Neira se dedicó especialmente a la investigación dialectológica, centrada básicamente en los diferentes dialectos del asturiano. Es autor de El habla de Lena, El bable. Estructura e historia y Bables y castellano en Asturias. Realizó también, junto con María del Rosario Piñeiro Peleteiro, el Diccionario de los bables de Asturias. Además de estas obras, publicó diversos artículos sobre diferentes aspectos del bable en la revista Archivum y en el Boletín de la Real Academia Española. Ha participado en publicaciones colectivas como la Enciclopedia Temática de Asturias, La Gran Enciclopedia Asturiana, El mapa lingüístico de la España actual editado por la Fundación Juan March y un número extraordinario de la Revista de Occidente dedicado al bilingüismo. También llevó a cabo estudios dialectológicos sobre otras lenguas y dialectos de la Península e Hispanoamérica.
Jesús Neira sostenía que el río Navia constituye el límite aproximado entre el gallego y el asturiano.
Además de sus investigaciones en el terreno lingüístico, Jesús Neira ha publicado también trabajos sobre literatura española, entre los que se encuentran varios análisis de textos poéticos y el prólogo y la edición de las Obras Escogidas del dramaturgo y poeta lenense Vital Aza.
La última obra que publicó fue Reflexiones sobre la lengua (Laria, 2009), una recopilación de diversos artículos de temática literaria y lingüística.

### Citas
1. ↑  Neira Martínez, Jesús (1981). «Lenguas y áreas lingüísticas peninsulares: el proceso dialéctico de su constitución». Archivum: Revista de la Facultad de Filología 31 (31-32): 603-604. ISSN 0570-7218. Consultado el 26 de agosto de 2017.